# Estación Lin Calel
Lin Calel era una estación ferroviaria, ubicada en el Partido de Tres Arroyos, en la Provincia de Buenos Aires, Argentina. También tuvo el nombre de Claromecó, en referencia al balneario cercano de Claromecó.

## Servicios
Fue una estación del ramal Defferrari - Coronel Dorrego del Ferrocarril del Sud. En 1948 se nacionalizaron los ferrocarriles y se reorganizó el sistema ferroviario, con lo cual pasó a integrar la red del Ferrocarril General Roca. Fue clausurada en 1961.
No presta servicios de pasajeros.

## Historia
La estación iba a llevar originalmente el nombre del poblador que era dueño del terreno como se utilizaba generalmente al crear estaciones ferroviarias en aquellos años.Esas tierras pertenecían a Augusto Ismael Naveyra, cuya estancia se encontraba a pocos metros del poblado inicial. Se inauguró con el nombre de Claromecó, lo que trajo un sinfín de problemas debido a que veraneantes se tomaban el tren hasta esa estación en la creencia que llegaban al balneario homónimo y al arribar a la estación se encontraban en el medio del campo y a más de una veintena de kilómetros en línea recta al mencionado centro veraniego, y por supuesto sin ningún tipo de servicios para ser transportados hasta el destino deseado.(cita requerida) 
El motivo del nombre no fue por la cercanía con el Balneario ( prácticamente inexistente en esa época) sino por la cercanía a escasos metros del arroyo Claromecó, del cual el balneario tomaría el nombre también. Luego al ser más importante el balneario se cambió el nombre de la estación; y cabe aclarar que también se hizo en parte porque existía un proyecto de construir un ramal ferroviario desde esta estación hasta el balneario, cosa que quedó trunca por el estallido de la Primera Guerra Mundial.

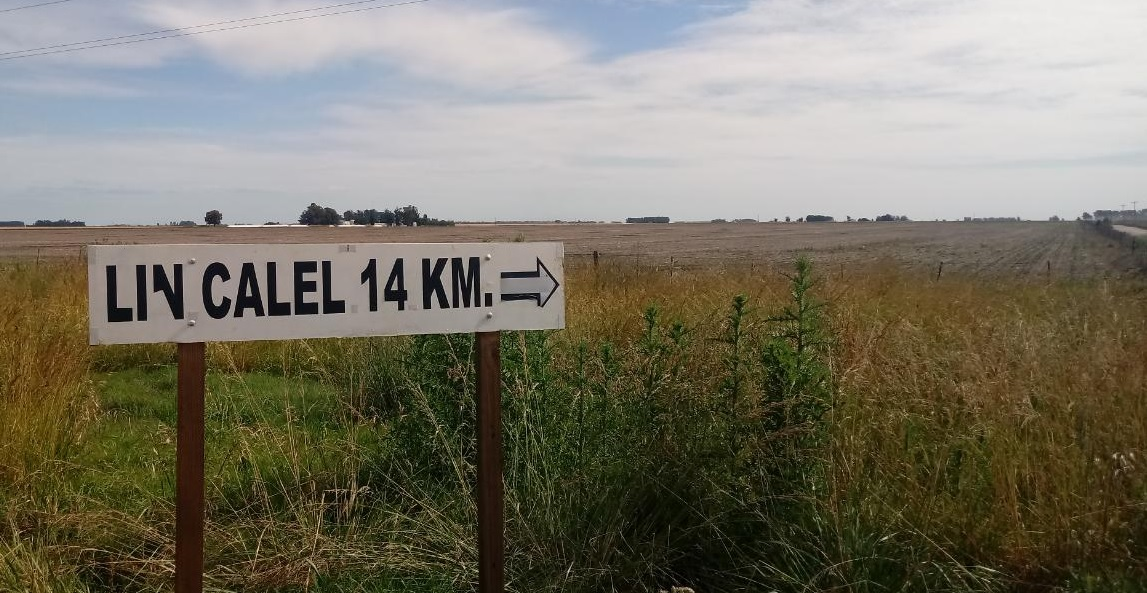
Cartel de acceso a la localidad de Lin Calel, por camino de tierra.

Finalmente su denominación fue cambiada a la actual Lin Calel, cuyo nombre fue dado por una variedad de trigo que era muy desarrollada en aquellos años. Esta variedad de trigo era de origen pampeano y especialmente desarrollado para cultivarse en los campos de la pampa seca.

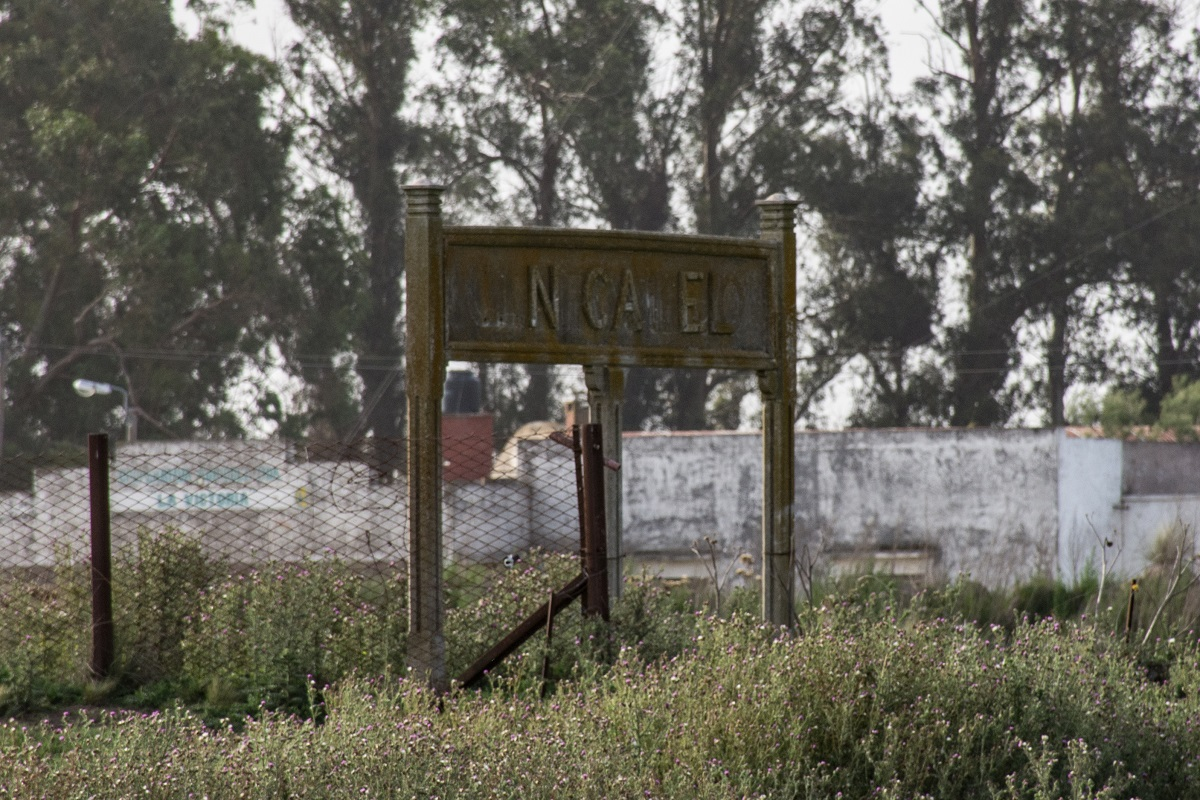
Cartel de Estación. Nótese que debajo de las letras faltantes se observan las marcas de la antigua denominación "CLAROMECO".